# رمو ۹۱۳۷
سیارک ۹۱۳۷ (به انگلیسی: 9137 Remo، نامگذاری:2114T-2) نه هزار و صد و سی و هفتمین سیارک کشف شده‌است که در ۲۹ سپتامبر ۱۹۷۳ کشف شد.
قدر مطلق سیارک برابر ۱۳٫۸۰ است.